# حسن أحمد الهواري
هو الشيخ الدكتور حسن بن أحمد بن حسن الفكي الهواري، عضو مجمع الفقه الإسلامي السوداني والأستاذ المشارك في جامعة القرآن الكريم بالسودان.

## المولد والنشأة
ولد في الهواوير محلية كرري الريف الشمالي، انتقل وعمره شهور إلى بادية الهواوير على بعد 120 كيلو شمال غرب أم درمان، نشأ في البادية ودرس الابتدائي في مدرسة (قمبر) الإبتدائية في شمال كردفان، والمتوسط في (حمرة الوز المتوسطة)، الثانوي في (خور طقت الأبيض الثانوية).

## الحياة العلمية
بدأ الدراسة في جامعة الخرطوم كلية الاقتصاد، ثم انتقل إلى الجامعة الإسلامية بالمدينة المنورة حيث درس فيها في كلية الشريعة وحصل على:
- درجة البكلاريوس في الشريعة الإسلامية عام 1411 هجري
- درجة الماجستير عام 1415 هجري وعنوان الرسالة «تحقيق كتاب القواعد الفقهيه للعلائي الشافعي» بالاشتراك مع آخرين تحت إشراف الأستاذ الدكتور محمد بن حمود الوائلي.
- الدكتوراة في الشريعة عام 1421 هجري بالجامعة الإسلامية بالمدينة المنورة في بحث بعنوان " أحكام الأدوية في الشريعة الإسلامية" وهو مطبوع الآن نشرته دار المنهاج في الرياض

## المؤلفات والبحوث والمشاركات
للشيخ العديد من المؤلفات العلمية منها:
- أحكام الأدوية في الشريعة الإسلامية (رسالة دكتوراة)
- أحكام الغناء في الشريعة الغراء[1]
- سلسلة أصول في الطب النبوي (ثلاثة أعداد)
- دراسة نقدية في التداوي بالأعشاب (أربع أعداد) بمجلة صحتك[2]

وكذلك العديد من البحوث في مواضيع متفرقة منها:
- فقه الإئتلاف والاختلاف.
- ضوابط الرد على المخالف.
- العمليات الفدائية رؤية شرعية.
- ختان الإناث بين الشرع والطب.
- ضوابط الإخراج من السلفية.
- الحاكمية والتشريع.

وللشيخ العديد من المقالات والمشاركات في الأنشطة الدعوية كالدروس والمحاضرات والإذاعات داخل السودان وخارجه.

## مشايخه
- الشيخ الدكتور محمد بن محمد المختار الشنقيطي.
- الشيخ الدكتور محمد بن ناصر السحيباني.
- الشيخ محمد بن حمود الوائلي.
- الشيخ عبد الله بن محمد الطريفي.
- الشيخ علي بن عبد الرحمن الحذيفي
- الشيخ صالح بن سعد السحيمي
- الشيخ علي التويجري
- الشيخ مسعد الحسيني
- الشيخ محمد بن خليفه التميمي
- الشيخ محمد بن صالح العثيمين
- الشيخ عبد المحسن العباد البدر
- الشيخ محمد أمان بن علي الجامي
- الشيخ محمد بن مختار الشنقيطي

وهنالك من مشايخ الدعوة الذين حضر لهم ولكن لم يدرس علي ايديهم منهم الشيخ ناصر الدين الالباني والشيخ عبد العزيز بن باز.

## الحياة العملية
- عضو مجمع الفقه الإسلامي السوداني
- الأستاذ المشارك في جامعة القرآن الكريم بالسودان
- عضو مجمع الفقه الإسلامي السوداني
- رئيس المجلس العلمي لجماعة أنصار السنة المحمدية بالسودان[4]
- مدير مركز البحوث والدراسات الإسلامية بجامعة القرآن الكريم بالسودان.
- رئيس لجنة الفتوى بجامعة القرآن الكريم بالسودان.
- خطيب مجمع خالد بن الوليد بأمبدة